# Marisa Rusconi
Marisa Rusconi (Milano, 5 gennaio 1934 – Milano, 5 luglio 1999) è stata una scrittrice e giornalista italiana.

## Biografia
Entrò ancora molto giovane nel mondo del giornalismo, collaborando con diversi quotidiani e periodici, come Il Giorno, Tempo illustrato, Vogue, Panorama e con la Rai. Gli ultimi anni furono caratterizzati dal lavoro come redattrice culturale de L'Espresso. Molti suoi saggi, interviste e racconti sono apparsi nel corso degli anni, tra l'altro, in Almanacco Bompiani, Il Patalogo, Firmato Donna, Scritture, Scrittrici, Panta.
La Rusconi curò l'antologia di racconti Il pozzo segreto (1993) con Maria Rosa Cutrufelli e Rosaria Guacci assieme alle quali fondò la rivista letteraria Tuttestorie. Vinse numerosi premi letterari e altri sono stati indetti a suo nome dopo la scomparsa. Alla memoria di Marisa Rusconi è stato intitolato anche il Premio del Giovedì "Marisa Rusconi".

## Opere principali
- La droga e il sistema (assieme a Guido Blumir), 1972
- Professione donna (1975)
- Amati amanti (1981)
- Amore plurale maschile (1990)
- L'amore diviso (1999) Premio Procida-Isola di Arturo-Elsa Morante[1]